# Silla de rodilla

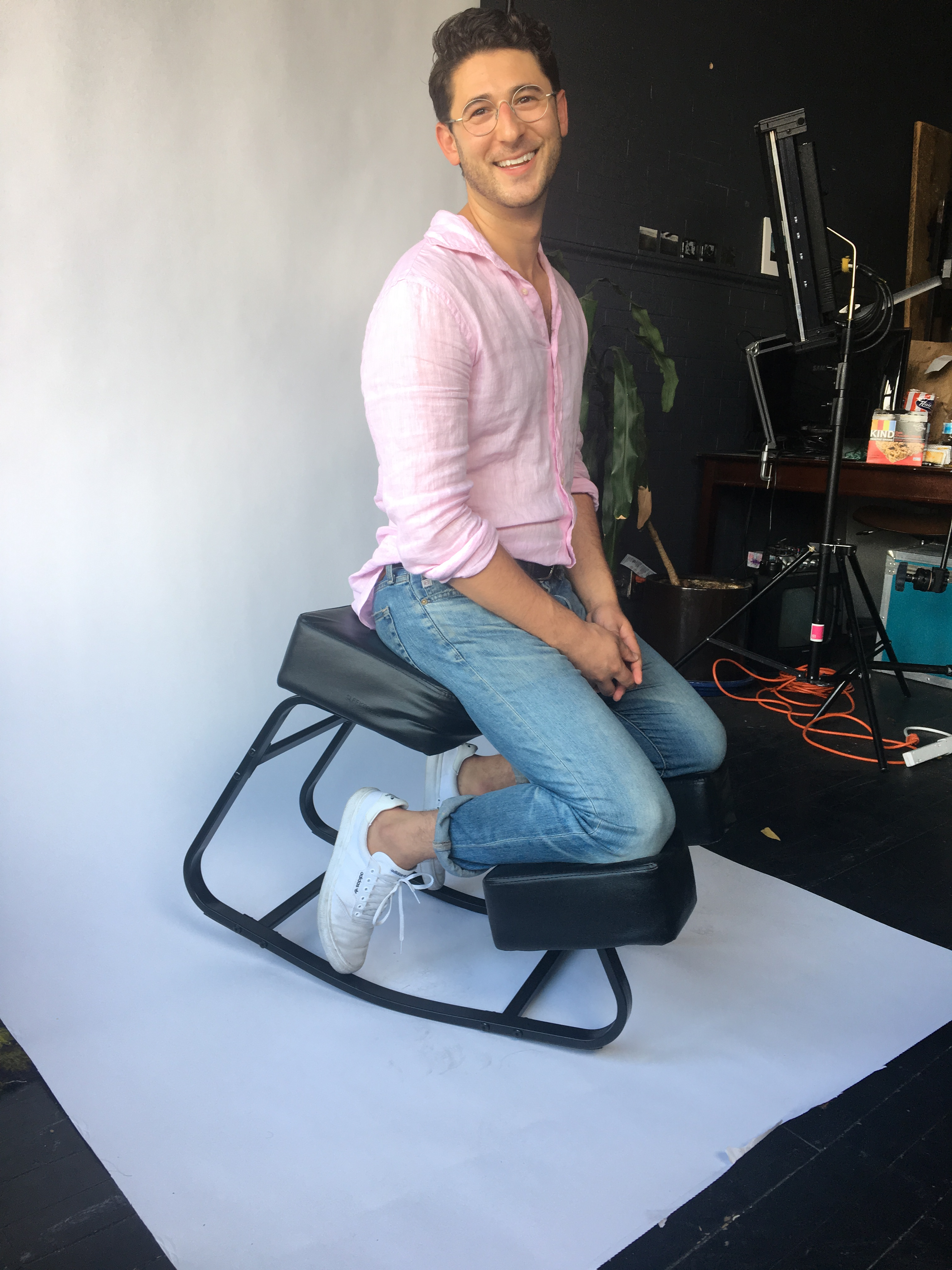
Hombre sentado en una silla de rodilla

Una silla de rodilla, o silla correctora es una silla ergonómica con apoyo para las rodillas diseñada para evitar malas posturas en la persona sentada, de tal forma que reduce los dolores de espalda que ocasiona la permanencia de largos períodos en esa posición. En ocasiones también se la llama simplemente silla ergonómica, pero es también habitual que este término se reserve para las sillas de oficina con el respaldo ajustable.
Al sentarse en estas sillas, la persona tiene los muslos formando un ángulo de entre 60 y 70 grados con la vertical y las rodillas dobladas y apoyadas sobre una tablilla acolchada, de forma que el peso del cuerpo se reparte entre la espalda y las rodillas, a diferencia de la postura tradicional, en la que los muslos forman un ángulo de 90 grados con la vertical y todo el peso del cuerpo recae sobre la zona inferior de la columna vertebral.

## Historia
En 1979 Hans Christian Mengshoel inventó la silla de rodilla moderna, la silla Balans. Tres diseñadores noruegos, Oddvin Rykken, Peter Opsvik, y Svein Gusrud desarrollaron sillas basadas en los mismos principios.

## Propósitos
La silla de rodilla pretende reducir la tensión en la espalda baja al dividir el peso del usuario entre las espinillas o rodillas y los glúteos. Sin embargo, no se ha podido demostrar que estas sillas sean una solución óptima.
La silla de rodilla crea un ángulo abierto en el cuerpo y mantiene la columna vertebral alineada. En esta postura, si el usuario se inclina hacia delante, el cuerpo mantiene un ángulo de al menos 90 grados.
Un malentendido respecto a estas sillas es que el peso del cuerpo es soportado por las rodillas, lo que las desaconseja a aquellos con problemas de rodilla. Sin embargo, en una silla de rodilla adecuadamente diseñada la mayor parte del peso del cuerpo cae en los glúteos y parte en las espinillas, no en las rodillas. Así, la principal función de la pieza donde se apoyan las piernas es evitar que el cuerpo se deslice y caiga de la silla.

## Estudios académicos
Las conclusiones de los estudios científicos sobre las sillas de rodilla apuntan en diferentes direcciones.
Ericson y Goldie estudiaron la contracción de la columna en usuarios de tres tipos de sillas y encontraron que los usuarios de sillas de rodilla se veían más afectados que los usuarios de sillas convencionales.
Los estudios llevados a cabo por el doctor A. C. Mandal en los años 60 y 70 concluyeron que las sillas de rodilla inclinaban la pelvis hacia delante, aumentando el ángulo entre el torso y los muslos, y corrigiendo así la alineación de la espalda, lo que indicaría que se trata de una postura adecuada para periodos prolongados.
Drury y Francher estudiaron la silla Balans original en 1985 y concluyeron que en general era «no mejor que una silla convencional y podría ser peor que una silla de oficina tradicional bien diseñada».
Lander y sus colaboradores realizaron otro experimento en 1987 comparando la silla de rodilla con una silla convencional y concluyeron que los datos «no avalan la pretensión de los fabricantes de que la silla Balans favorece la reducción de quejas de problemas [de dolor de la espalda baja]».
En 1989 un estudio de 20 sujetos experimentales concluyó que la silla Balans promovía una curvatura lumbar más amplia que la silla de respaldo recto durante un uso relajado al mecanografiar o escribir, y que podría contribuir al tratamiento del dolor lumbar.
Otro estudio de 2008 confirma que «las sillas de rodilla diseñadas ergonómicamente con más de 20 grados de inclinación mantienen una curvatura lumbar mayor que una silla de oficina convencional».